# René Le Hénaff
René Le Hénaff (* 26. April 1901 in Saigon, Vietnam; † 5. Januar 2005 in Belley, Frankreich) war ein französischer Filmeditor und Filmregisseur.

## Leben
Hénaff begann seine Laufbahn im Bereich Filmschnitt. In den 1930er Jahren arbeitete er für René Clair (Unter den Dächern von Paris) und Marcel Carné (Hafen im Nebel). Später führte er selbst Regie, unter der Filme wie die Balzac-Verfilmung Gräfin Chabert und Der unfreiwillige Fallschirmjäger entstanden.
Er starb im Alter von 103 Jahren.

## Filmografie (Auswahl)

### Schnitt
- 1930: Unter den Dächern von Paris (Sous les toits de Paris)
- 1931: Die Million (Le Million)
- 1931: Madame hat Ausgang
- 1931: Es lebe die Freiheit (À nous la Liberté)
- 1933: Der 14. Juli (14 Juillet)
- 1938: Hafen im Nebel (Le quai des brumes)
- 1939: Der Tag bricht an (Le jour se lève)
- 1940: Diebe und Liebe (Battement de cœur)
- 1941: Mord am Weihnachtsabend (L'Assassinat du Père Noël)
- 1955: Ingrid – Die Geschichte eines Fotomodells
- 1955: Mädchen ohne Grenzen
- 1958: Der Arzt von Stalingrad
- 1959: Ein Engel auf Erden
- 1959: Ihr Verbrechen war Liebe (Douze heures d’horloge)
- 1960: Brennende Haut (La récréation)
- 1960: Die Jungfrauen von Rom (Les Vierges de Rome)
- 1962: Der junge General (La Fayette)
- 1966: Kommissar X – Drei gelbe Katzen

### Regie
- 1943: Gräfin Chabert (Le Colonel Chabert)
- 1950: Der unfreiwillige Fallschirmjäger (Uniformes et grandes manœuvres)